# Pernille Brandenborg
Pernille Brandenborg (født 29. juni 1997 i Svendborg) er en færøsk-dansk håndboldspiller, der spiller for København Håndbold i den danske kvindeliga og for Færøernes kvindelandshold.

## Klubkariere
Brandenborg startede med at spille håndbold i Svendborg HK, før hun tog til Gudme HK i en alder af 18. Derefter tog hun til Vendsyssel Håndbold. I 2020 rykkede de op i Damehåndboldligaen, men efter én sæson rykkede de ned igen.
Den 22. januar 2021 blev det annonceret, at Brandenborg havde underskrevet en 2-årig kontrakt med Randers HK, efter tre år hos Vendsyssel Håndbold. I hendes første sæson var hun andetvalget på stregpositionen bag Sidsel Mejlvang. Da Mejlvang tog afsted et år efter, blev Brandenborg førstevalget.
Efter at Randers HK gik fallit i november 2022 tog hun til København Håndbold.
Fra sommeren 2025 har hun skrevet konkrakt med norske Storhamar Håndball.

### Landshold
Hun debuterede på det færøske landshold den 2. december 2016 i en kamp mod Makedonien.
Brandenborg har repræsenteret Færøernes landshold og deltog for holdet under kvalifikationsspillet til det europæiske kvindemesterskab i håndbold i 2022.
Ved EM i 2024 repræsenterede hun færøerne, og sluttede på 17. pladsen. Det var første gang færøerne nogensinde har været til en slutrunde.

## Titler
- 1. Division
  - Vinder: 2019-2020

## Privat
Brandenborg voksede op i Svendborg, og har en færøsk mor og dansk far.